# Jordan Kahu

a Compétitions nationales et continentales officielles uniquement.

b Matchs officiels uniquement.
Jordan Kahu, né le 28 janvier 1991 à Lower Hutt (Nouvelle-Zélande), est un joueur de rugby à XIII néo-zélandais évoluant au poste d'arrière, d'ailier ou de centre. Il fait ses débuts en National Rugby League (« NRL ») avec les Broncos de Brisbane lors de la saison 2013, franchise avec laquelle il atteint la finale de la NRL en 2015. Il orte également à partir de 2015 le maillot de la Nouvelle-Zélande avec laquelle il participe au Tournoi des Quatre Nations 2016.

## Palmarès
- Collectif :
  - Finaliste du Tournoi des Quatre Nations : 2016 (Nouvelle-Zélande).
  - Finaliste de la National Rugby League : 2015 (Broncos de Brisbane).

### En club

#### Statistiques
| Saison                 | Club                   | Compétition            | Matchs | Points | Essais | Goals | Drops |
| ---------------------- | ---------------------- | ---------------------- | ------ | ------ | ------ | ----- | ----- |
| 2013                   | Brisbane Broncos       | National Rugby League  | 10     | 16     | 4      | 0     | 0     |
| 2014                   | Brisbane Broncos       | National Rugby League  | 3      | 12     | 3      | 0     | 0     |
| 2015                   | Brisbane Broncos       | National Rugby League  | 22     | 80     | 9      | 22    | 0     |
| 2016                   | Brisbane Broncos       | National Rugby League  | 20     | 144    | 15     | 42    | 0     |
| Total Brisbane Broncos | Total Brisbane Broncos | Total Brisbane Broncos | 55     | 252    | 31     | 64    | 0     |
| Total                  | Total                  | Total                  | 55     | 252    | 31     | 64    | 0     |